# Gaiba

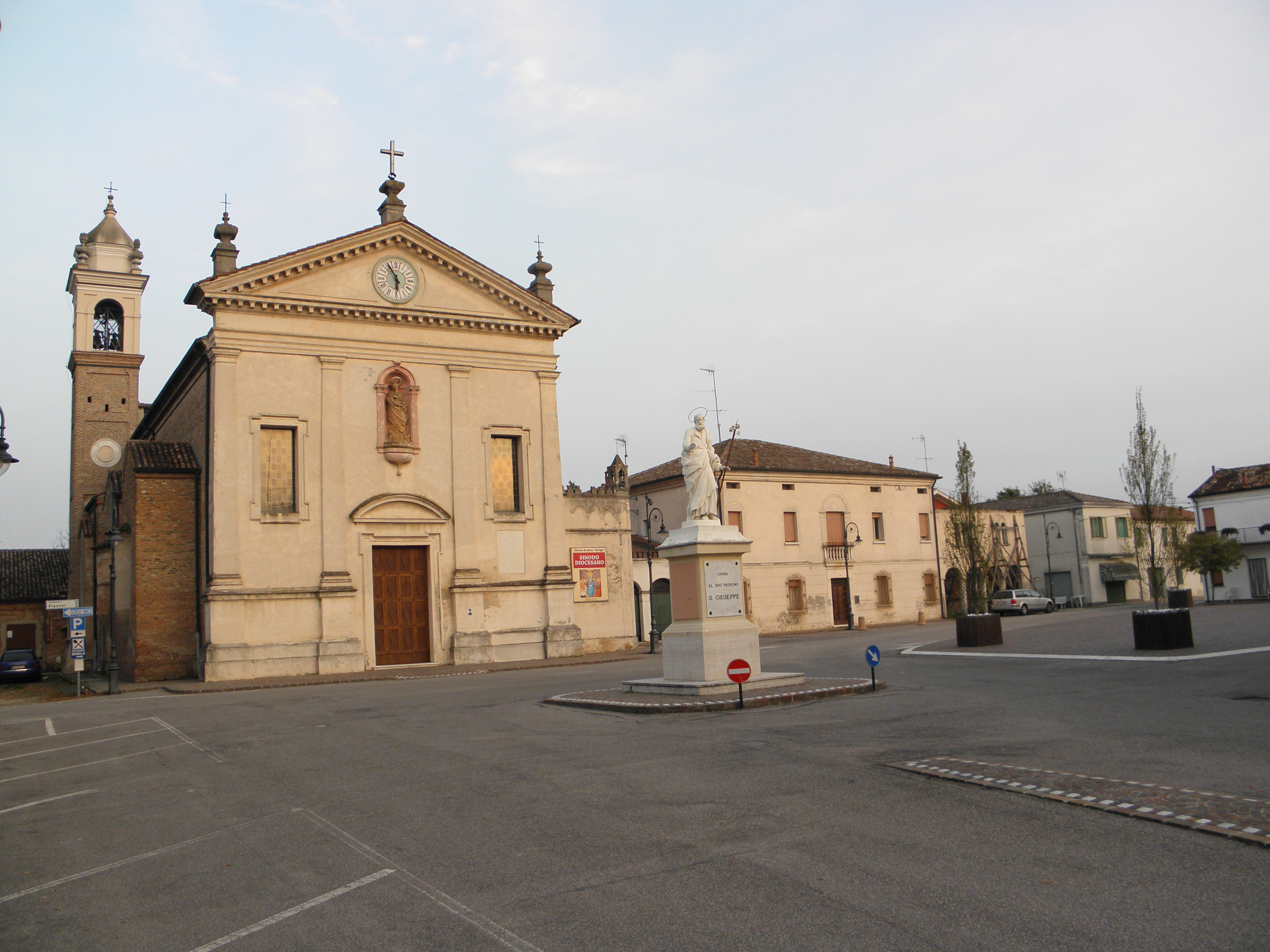
Piazza San Giuseppe

Gaiba is een gemeente in de Italiaanse provincie Rovigo (regio Veneto) en telt 1134 inwoners (31-12-2004). De oppervlakte bedraagt 12,1 km², de bevolkingsdichtheid is 94 inwoners per km².

## Demografie
Gaiba telt ongeveer 437 huishoudens. Het aantal inwoners steeg in de periode 1991-2001 met 2,8% volgens cijfers uit de tienjaarlijkse volkstellingen van ISTAT.
| Jaar | Inwoneraantal |
| ---- | ------------- |
| 1991 | 1105          |
| 2001 | 1136          |

## Geografie
Gaiba grenst aan de volgende gemeenten: Bagnolo di Po, Ferrara (FE), Ficarolo, Stienta.
Adria · Ariano nel Polesine · Arquà Polesine · Badia Polesine · Bagnolo di Po · Bergantino · Bosaro · Calto · Canaro · Canda · Castelguglielmo · Castelmassa · Castelnovo Bariano · Ceneselli · Ceregnano · Corbola · Costa di Rovigo · Crespino · Ficarolo · Fiesso Umbertiano · Frassinelle Polesine · Fratta Polesine · Gaiba · Gavello · Giacciano con Baruchella · Guarda Veneta · Lendinara · Loreo · Lusia · Melara · Occhiobello · Papozze · Pettorazza Grimani · Pincara · Polesella · Pontecchio Polesine · Porto Tolle · Porto Viro · Rosolina · Rovigo · Salara · San Bellino · San Martino di Venezze · Stienta · Taglio di Po · Trecenta · Villadose · Villamarzana · Villanova Marchesana · Villanova del Ghebbo
1. ↑  https://demo.istat.it/?l=it.